# Harvesters
Harvesters ist ein Jazzalbum des Rempis Percussion Quartet. Die während einer einwöchigen Frankreich-Tournee am 14. und 16. März 2023 im Veranstaltungsort Le Petit Faucheux in Tours entstandenen Aufnahmen erschienen im August 2023 auf Aerophonic Records.

## Hintergrund
Dieses Quartett ist das am längsten bestehendes Ensemble von Dave Rempis. Es wurde 2004 gegründet und veröffentlichte vor Harvesters bereits zehn Aufnahmen, dies ist ihre sechste auf Rempis‘ Label Aerophonic Records. Das Rempis Percussion Quartet legte 2005 mit Circular Logic sein Debütalbum vor. Seit sich der norwegische Bassist Ingebrigt Håker Flaten 2009 (als Nachfolger von Anton Hatwich) zu Rempis und den Gründungsschlagzeugern Tim Daisy und Frank Rosaly gesellte, um die bis heute bestehende Besetzung zu bilden, haben sie sich von einer häufig in ihrer Heimatstadt auftretenden Band zu einer Combo verändert, die sich regelmäßig auf Tourneen trifft, notierte Bill Meyer.
Bei „The Exuberant Aubergine“ kam als Gastmusiker am Flügelhorn und Trompete Jean-Luc Cappozzo hinzu. „Spooky Action“ wurde bei einem Workshop für Kinder aufgezeichnet, allesamt junge Migranten aus Afghanistan, Syrien, Sudan, Niger und Senegal. Die letzten beiden Titel wurden ohne Publikum aufgenommen.

## Titelliste
- Rempis Percussion Quartet: Harvesters (Aerophonic Records)[1]

CD 1
1. Everything Happens to You 29:10
2. The Exuberant Aubergine 19:28

CD 2
1. Spooky Action 26:32
2. Little Fascists 10:12
3. Fat Lip 18:38

Die Kompositionen stammen von Dave Rempis.

## Rezeption

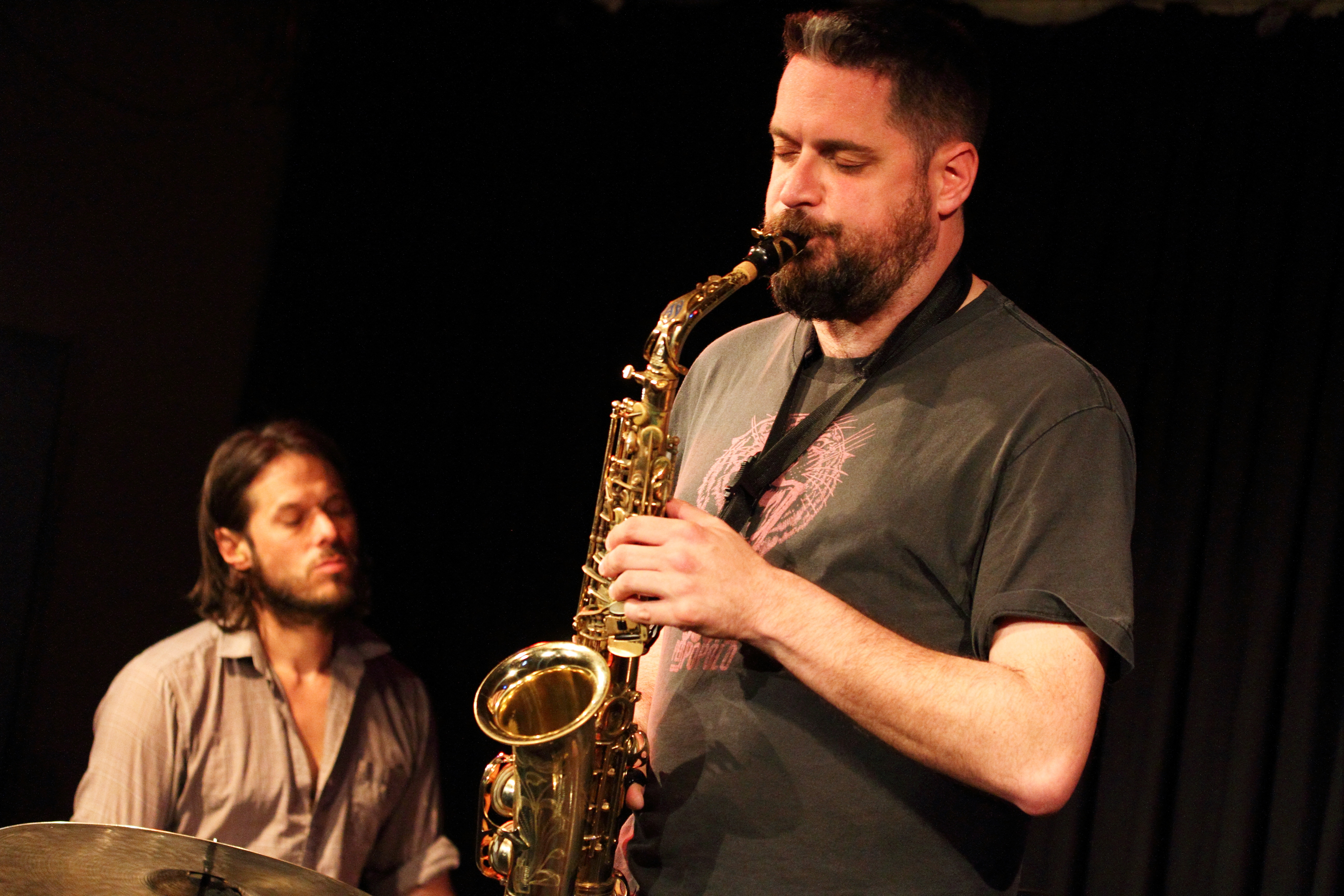
Dave Rempis mit Frank Rosaly (links) im Club W71 in Weikersheim

Obwohl inzwischen vier Jahre vergangen sind, mache das Quartett genau dort weiter, wo es mit seiner vorherigen Veröffentlichung Sud des alpes (2021) aufgehört hat, schrieb Mark Corroto in All About Jazz. Seine Musik, die größtenteils „spontan komponiert“ sei, beschäftige sich mit Dynamik und Raum. Der Eröffnungstrack „Everything Happens to You“ mit einer Länge von fast 30 Minuten verbindet ein Blues-Feeling à la Rahsaan Roland Kirk mit einem geschäftigen Perkussions-Rattern. Das Quartett setze auf Geschwindigkeit und Schwung, wobei Daisy und Rosaly in getrennten Kanälen zu hören sind, die den Vorwärtsdrang befeuern, und Flaten sowohl als Zeitnehmer als auch als Solist und Kommentator fungiere. Die Frontline mit den zwei Bläsern Rempis und Capozzo erweitere die Konversationsmethoden des Quartetts, was sich in der Leichtigkeit zeige, mit der eine andere Stimme in das Musizieren integriert werden.
„Harvesters“ zeuge von seiner Fähigkeit, in dauerhaften kreativen Beziehungen zu wachsen, schrieb Bill Meyer. Die Kombination aus sich entfaltenden, improvisierten Melodien und dichten, wogenden Rhythmen habe das Rempis Percussion Quartet in seinen Anfangsjahren zu einem der zuverlässigsten und aufregendsten Konzerterlebnis Chicagos gemacht. „Everything Happens to You“, die turbulente 29-minütige Improvisation, die die erste CD des Albums eröffnet, Zeuge sowohl von seiner höchsten Energie als auch von der Verbundenheit des Quartetts. Aber die Tugend des gewachsenen Zusammenhalts könne auch eine Falle sein; Damit diese Art von Musik ihr Feuer behalte, muss sie ihre Gewohnheiten ablegen. Zum ersten Mal überhaupt gebe es also einen Gast auf einer Platte dieses Quartetts. Der französische Trompeter Jean-Luc Cappozzo bringe eine sofortige Veränderung in die Musik, die vielschichtiger werde und auf Schwung zugunsten einer nach innen gerichteten Erkundung verzichte. Das bedächtige, forschende „Little Fascists“ verweile lange bei spärlichen Beckenwechseln, kraftvollen Verbeugungen und Rempis‘ langgezogenen, melancholischen Tönen; es sei eines der leisesten Dinge, die die Gruppe je gemacht habe, aber nicht weniger überzeugend. Auf „Harvesters“ beweise das Rempis Percussion Quartet seine Fähigkeit, neue Wege ebenso entschlossen und produktiv zu beschreiten wie die vertrauten Wege der Heimat.